# Christian Wenger
Christian Wenger (* 13. Januar 1925; † nach 1958) war ein Schweizer Skilangläufer.

## Werdegang
Wenger, der für den SC Altstetten startete, erreichte bei den Schweizer Meisterschaften 1952 mit dem dritten Platz über 50 km seine beste Einzelplatzierung bei diesen Meisterschaften und errang 1953 den fünften Platz über diese Distanz. Bei den Schweizer Meisterschaften 1954 kam er auf den zweiten Platz mit der Staffel und bei den Schweizer Meisterschaften 1955 auf den zehnten Platz über 15 km sowie auf den achten Rang über 50 km. In der Saison 1955/56 belegte er bei den Schweizer Meisterschaften 1956 den siebten Platz im 50-km-Lauf und in Cortina d’Ampezzo bei seiner einzigen Teilnahme an Olympischen Winterspielen den 18. Platz im 50-km-Lauf. Bei den Schweizer Meisterschaften 1957 und den Schweizer Meisterschaften 1958 siegte er jeweils mit der Staffel.